# Bundesverband der See- und Hafenlotsen
Der Bundesverband der See- und Hafenlotsen (BSHL) ist als Berufsverband neben der Bundeslotsenkammer eine Dachorganisation im Seelotswesen in Deutschland. Während in der Bundeslotsenkammer lediglich die Brüderschaften der Seelotsen Mitglied sein können, kann im BSHL jeder einzelne Lotse unabhängig von See- oder Hafenlotsenbrüderschaft Mitglied sein.

## Aufgaben
Der BSHL ist seitens der Bundesregierung als Berufsverband anerkannt und ist damit in der Lage, seine Mitglieder z. B. bei Anhörungen und in Gremien zum Seelotswesen zu vertreten. Als Berufsverband sowohl für die See- als auch die Hafenlotsen versteht sich der BSHL als überregionale Vertretung aller Lotsen über die Brüderschaften hinweg.
See- und Hafenlotsen haben Freiberuflerstatus. Mit Gründung des BSHL im Mai 1990 entstand für diese Berufsgruppe ein unabhängiger Berufsverband.

## Struktur
Der Bundesverband der See- und Hafenlotsen hat seinen Sitz in der Georgsstraße 10 in Bremerhaven. Die Organisation des BSHL setzt sich aus den Organen Mitgliederversammlung, geschäftsführendes Präsidium, erweitertes Präsidium und vier Fachausschüssen zusammen. Die Fachausschüsse behandeln schwerpunktmäßig die Themen Tarif, Sicherheit, Gesetze und Verordnungen und Aus- und Weiterbildung des Nachwuchses.

## Abgrenzung zur Bundeslotsenkammer

### Bundesverband der See- und Hafenlotsen
- Mitglied kann unabhängig von der jeweiligen See- oder Hafenbrüderschaft jeder einzelne Lotse werden
- freier Berufsverband, der den einzelnen Lotsen vertreten darf

### Bundeslotsenkammer
- Mitglieder sind die sieben Seelotsenbrüderschaften
- Körperschaft des öffentlichen Rechts
- Die Rechtsaufsicht über die Seelotsen hat der Bund (Bundesministerium für Verkehr und digitale Infrastruktur)
- Ist eine durch das Seelotsgesetz vorgeschriebene Institution